# Brenles
Brenles is een voormalige gemeente en plaats in het Zwitserse kanton Vaud en maakt sinds 1 januari 2008 deel uit van het district Broye-Vully. Voor 2008 maakte de gemeente deel uit van het toenmalige district Moudon.
Brenles telt 168 inwoners.
De gemeente Brenles ging op 1 januari 2017 op in Lucens.